# Martin Barry
Pour les articles homonymes, voir Barry.
Martin Barry (28 mars 1802, Fratton, Portsmouth, Hampshire - 27 avril 1855, Beccles, Suffolk), est un médecin britannique qui étudie l'Histologie et l'embryologie.

## Carrière
Il obtient son diplôme de médecin à Édimbourg en 1833, puis étudie à l'Université de Heidelberg. Il est élu membre de la Royal Society en 1840 et a reçu l'année précédente, en 1839, la médaille royale de la Société pour ses travaux sur l'embryologie. Il est le premier à découvrir la segmentation du jaune dans l'ovule de mammifère. Il énonce la doctrine selon laquelle toutes les cellules descendaient d'une cellule mère originelle par clivage du noyau . L'une de ses découvertes les plus fondamentales, publiée dans Philosophical Transactions en 1843, est que des spermatozoïdes peuvent parfois se trouver à l'intérieur de l'ovule. La note publiée par Barry est intitulée On the Penetration of Spermatozoa into the Interior of the Ovum. Ce travail, effectué avec des lapins, influence les théories de Theodor Ludwig Wilhelm Bischoff concernant la fécondation, mais ce n'est qu'en 1876 qu'Oscar Hertwig, travaillant avec des oursins, décrit la fusion du sperme et de l'ovule pour former une nouvelle structure.
Il est président de la Royal Medical Society d'Édimbourg en 1836 .